# Mo Brooks

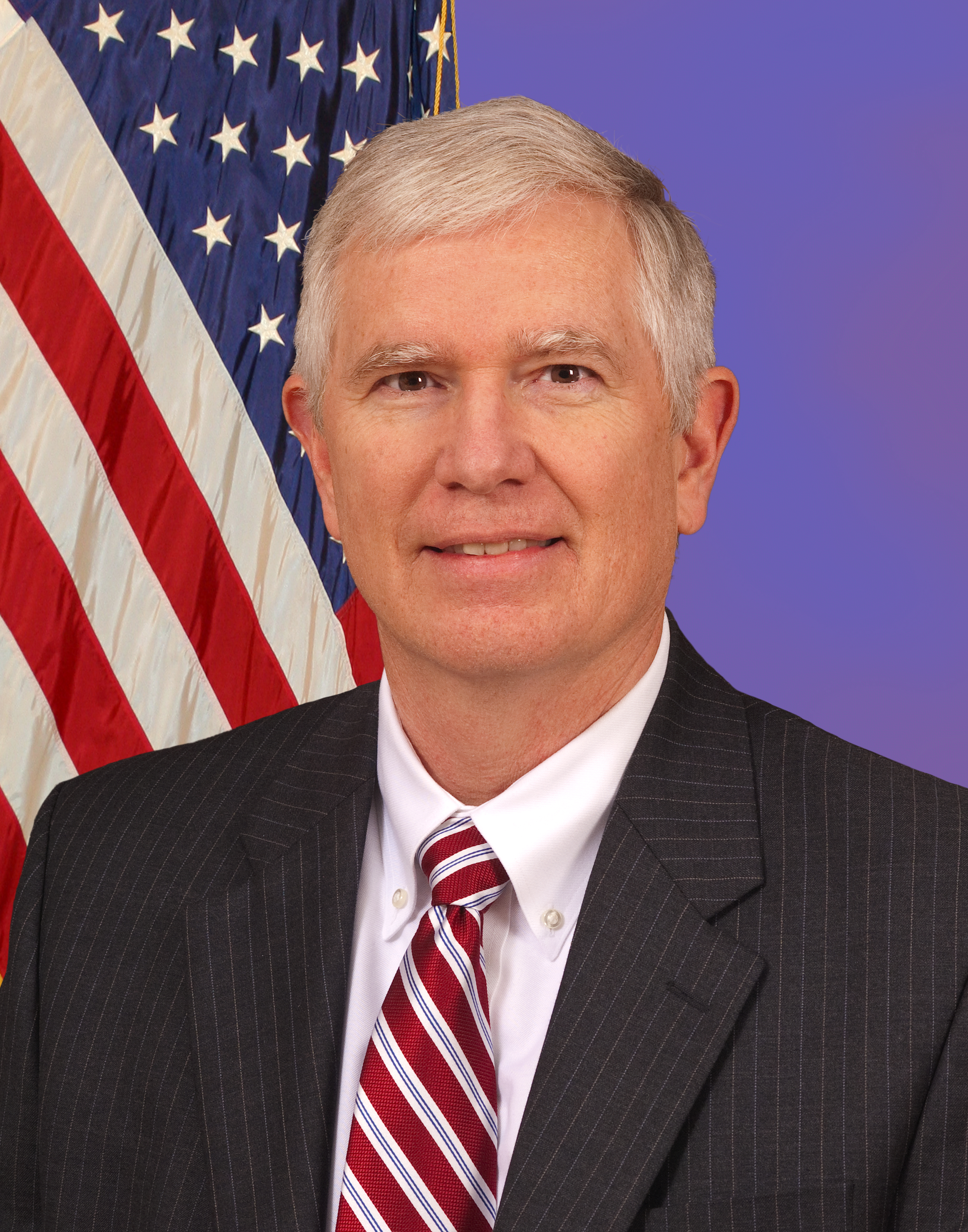
Mo Brooks

Morris Jackson „Mo“ Brooks, Jr. (* 29. April 1954 in Charleston, South Carolina) ist ein US-amerikanischer Politiker der Republikanischen Partei und Mitglied des US-Repräsentantenhauses für den Bundesstaat Alabama.

## Leben
Brooks wurde 1954 in Charleston geboren und zog im Jahr 1963 nach Huntsville in Alabama. Sein Vater war ein Elektroingenieur, seine Mutter eine Lehrerin für Politik und Wirtschaft an der Lee High School.
Brooks besuchte die Grissom High School und studierte zunächst an der Duke University Wirtschaftslehre und Politikwissenschaften, wobei er mit Auszeichnung abschloss. Anschließend studierte er Rechtswissenschaften an der University of Alabama School of Law und schloss sein Studium im Jahre 1978 ab. 1982 wurde Brooks erstmals als Abgeordneter in das Repräsentantenhaus von Alabama gewählt, ebenso in den Jahren 1983, 1986 und 1990. Nachdem er 1991 zum Staatsanwalt des Madison County ernannt worden war, trat er im folgenden Jahr zur Wiederwahl an, verlor aber gegen den Demokraten Tim Morgan.
In den Jahren 1995 bis 1996 war Brooks Mitarbeiter und Assistent des Attorney General von Alabama, Jeff Sessions. Von 1996 bis 2002 war er in gleicher Funktion für Sessions’ Nachfolger William H. Pryor tätig. Von 1996 bis 2008 war er Mitglied des Bezirksausschusses im Madison County. Im Jahr 2006 bewarb er sich um die republikanische Nominierung für die Wahl zum Vizegouverneur von Alabama, belegte parteiintern aber nur den dritten Platz.
2010 wurde er mit 57 % der Stimmen zum Abgeordneten des Repräsentantenhauses der Vereinigten Staaten für den Bundesstaat Alabama gewählt, wobei er den Demokraten Steve Raby besiegte. Zuvor hatte er sich in der Primary seiner Partei gegen Amtsinhaber Parker Griffith durchgesetzt, der während der vorherigen Legislaturperiode von den Demokraten zu den Republikanern übergetreten war. Er ist im Kongress als Mitglied des Streitkräfteausschusses, des Ausschusses für Innere Sicherheit und des Ausschusses für Wissenschaft und Technologie tätig.
Im August 2014  erregte Brooks Aufmerksamkeit, als er in der Laura Ingraham Show behauptete, dass die Demokratische Partei einen Krieg gegen die „weiße Rasse“ („War on Whites“) führen würde. Präsident Barack Obama hätte diese Strategie 2008 begonnen.  Brooks wurde für diese Aussage kritisiert. Z.B. schrieb das Magazin The New Yorker, dass Brooks ein Argument verwende, das weiße Rassisten seit 200 Jahren verwenden würden, indem sie sich der Realität verweigern würden. Im März 2019 zitierte er während einer Rede im Repräsentantenhaus aus Mein Kampf.
In den Jahren 2012, 2014, 2016, 2018 und 2020 wurde Mo Brooks jeweils für zwei Jahre wiedergewählt. Im Jahr 2017 bewarb er sich erfolglos den einen Sitz im Senat, welcher durch die Ernennung von Jeff Sessions zum Justizminister freigeworden war. Brooks leugnet den Klimawandel und behauptet, der Anstieg des Meeresspiegels könne auch durch herabfallende Felsen begründet sein. Er ist Gründungsmitglied des Freedom Caucus, einer besonders konservativen Gruppe innerhalb der republikanischen Partei.
Brooks gehörte zu den Mitgliedern des Repräsentantenhauses, die bei der Auszählung der Wahlmännerstimmen bei der Präsidentschaftswahl 2020 für die Anfechtung des Wahlergebnis stimmten. Donald Trump hatte wiederholt propagiert, dass es umfangreichen Wahlbetrug gegeben hätte, so dass er sich als Sieger der Wahl sah. Für diese Behauptungen wurden keinerlei glaubhafte Beweise eingebracht. Der Supreme Court wies eine entsprechende Klage mit großer Mehrheit ab, wobei sich auch alle drei von Trump nominierten Richter gegen die Klage stellten.
Brooks war einer der Antreiber beim Sturm auf das Kapitol in Washington am 6. Januar 2021. Er war zusammen mit US-Präsident Trump auf der Bühne vor dem Weißen Haus und rief dort „Heute ist der Tag, an dem amerikanische Patrioten beginnen, Namen aufzuschreiben und in Ärsche zu treten!“ – kurz darauf schickte Trump die angestachelte Menschenmasse los. Für seine Beteiligung am Sturm wurde er gemeinsam mit Trump, dessen Sohn und Rudy Giuliani vom Kongressabgeordneten Eric Swalwell verklagt.
2021 trat Brooks, gemeinsam mit anderen Parlamentariern, darunter Matt Gaetz, Louie Gohmert und Scott Perry, dafür ein, die an der Kapitol-Erstürmung Beteiligten durch Donald Trump vorauseilend begnadigen zu lassen.

## Privates
Seit 1976 ist er mit Martha Jenkins verheiratet. Sie haben vier Kinder und zehn Enkelkinder. Brooks gehört der Kirche Jesu Christi der Heiligen der Letzten Tage an.